# 리제강
리제강(李濟剛, 1930년 ~ 2010년 6월 2일)은 조선민주주의인민공화국의 정치인이다. 조선로동당 중앙위원회 비서국의 당 조직지도부 제1차장을 지냈다.

## 경력
1930년 일제 강점기 조선 평안남도 강동에 출생한 그는 1973년 당 조직지도부 지도원을 거쳐 1982년 10월 당 조직지도부 부부장 겸 김정일 서기실 서기를 지냈다. 그리고 2001년 7월에 당 조직지도부 제1부부장이 되었다. 1992년 4월에 김일성훈장을 받았으며, 2005년 10월 연형묵 사망시 국가장의위원회 위원을 맡았다.
2010년 6월 2일, 교통사고로 사망했다.